# 玻璃狀體導管

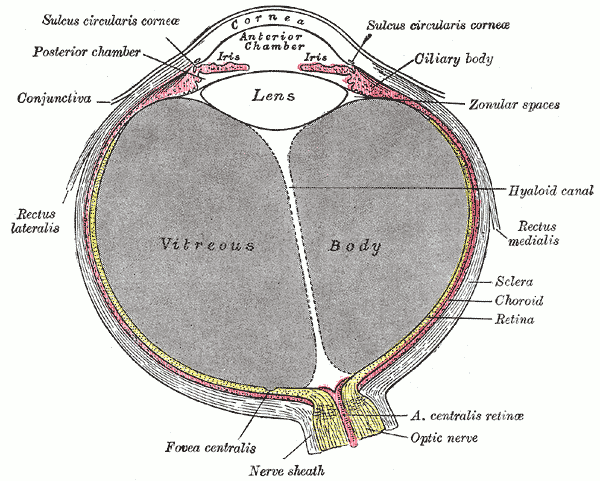
人眼的俯视解剖图，被标为 Hyaloid canal的部分为玻璃狀體導管

玻璃狀體導管（Hyaloid canal、Cloquet's canal或Stilling's canal）是眼部的小透通導管，其從視神經圓狀盤貫穿玻璃體後連至水晶體。此管是由包圍玻璃體的玻璃狀體膜於胎兒時期套疊所形成，玻璃狀體導管內含展長的視網膜中心動脈的–玻璃狀體動脈，用來提供血液給正在發育的水晶體。一旦水晶體發育完成，玻璃狀體動脈消縮，而玻璃狀體導管容納淋巴液。於發育成熟的眼睛玻璃狀體導管顯無作用，不過是可觀的殘留結構。
與最初學者所認知的相反，玻璃狀體導管不促進水晶體體積改變 - 僅小於水晶體變化1%的可調節範圍。再者，淋巴液為不可壓縮的液體，所以即若水晶體體積改變，玻璃狀體導管無法對其補償。